# مياسية
المياسية (الاسم العلمي: Miacidae) تعني:("النقاط الصغيرة")، وهي فصيلة شبه عرقية سابقة من الثدييات المشيمية البدائية المنقرضة التي عاشت في أمريكا الشمالية وأوروبا وآسيا خلال فترتي الباليوسيني والإيوسيني، أي قبل حوالي 65-33.9 مليون سنة. كانت هذه الثدييات قاعدية بالنسبة لرتبة اللواحم (الآكلات اللحوم)، وهي المجموعة التاجية ضمن لاحميات الشكل.